# Concours Eurovision de la chanson 1978
- Pays participants
- Pays ayant participé dans le passé

Londres 1977 Jérusalem 1979
Le Concours Eurovision de la chanson 1978 est la vingt-troisième édition du concours. Il se déroule le samedi 22 avril 1978, à Paris, en France. Il est remporté par Israël, avec la chanson A-Ba-Ni-Bi, interprétée par Izhar Cohen et The Alphabeta. La Belgique termine deuxième et la France, pays hôte, troisième.

## Organisation
La France, ayant remporté l'édition 1977, se charge de l’organisation de l’édition 1978. 

## Pays participants
Vingt pays participent au vingt-troisième concours, un nouveau record. 
La Turquie fait son retour, tout comme le Danemark après douze années d'absence. C'est  la première fois que la Turquie et la Grèce concourent à une même édition de l'Eurovision, ayant évité ce cas de figure en 1975, 1976 et 1977.

## Format
Le concours a lieu au Palais des Congrès, à Paris, une salle de spectacle et de conférence, inaugurée en 1974. 
L'orchestre est installé au fond de la scène, sur une structure mobile de couleur blanche, en forme de coupelle. C'est la seule fois de l'histoire du concours où l'orchestre se déplace durant la retransmission, la structure tournant sur elle-même au début de chaque prestation. La scène comporte un podium principal, composé de trois niveaux de dalles blanches encadrés de deux bordures noires. Les dalles sont éclairées de l'intérieur. Un second podium circulaire, de forme ronde et de couleur noire, se dresse à la droite du premier. Il est destiné aux choristes. La décoration de la scène comporte à l'avant-plan deux arches dissymétriques, se rejoignant au-dessus du podium principal et supportant une gigantesque boule à facettes. La partie supérieure des ailes de ces arches est décorée de voilures blanches. L'arrière-fond de la scène, de couleur neutre, est encadré par trois piliers verticaux, quatre barres horizontales et deux formes concaves. L'ensemble de la scène est éclairé de tons roses, rouges et bleus. Enfin, à gauche de la scène, se trouve l'espace des présentateurs et à droite, le tableau de vote et le pupitre du superviseur.
Le programme dure deux heures et vingt-cinq minutes.

## Vidéo introductive et cartes postales
La vidéo introductive montre des vues touristiques de Paris. Un dernier plan sur l'Arc de Triomphe intègre une vue de l'orchestre et de la scène.
Pour la toute première fois, les cartes postales sont filmées en direct. Elles montrent l’entrée en scène des artistes. Ils empruntent un couloir, puis un ascenseur qui les mènent dans les coulisses immédiates de la scène. Là, ils saluent les participants précédents et font leur entrée. La caméra fait également plusieurs plans sur le public, filmant notamment Jane Birkin et Serge Gainsbourg. 

## Déroulement
Les présentateurs de la soirée furent Denise Fabre et Léon Zitrone. Ce fut la toute première fois que deux personnes présentèrent ensemble le concours. Ce fut également la première fois depuis 1956 qu'un homme présenta le concours. Hormis quelques exceptions, Denise Fabre s'adressa aux téléspectateurs en français et Léon Zitrone, en anglais.
L'orchestre était dirigé par François Rauber.

## Chansons
Vingt chansons concoururent pour la victoire. 
La représentante allemande, Ireen Sheer, effectua le premier effet vestimentaire de l’histoire du concours. Arrivée au refrain de sa chanson, elle dégrafa son gilet et le lança derrière elle, dans un geste théâtral.
Les représentantes luxembourgeoises, le duo Baccara, étaient données favorites par les  bookmakers. Elles avaient en effet réalisé les meilleures ventes de disques de l’année précédente, avec leurs deux plus grands succès Yes Sir, I Can Boogie et Sorry, I’m A Lady. Elles représentaient en outre un certain internationalisme musical, puisqu’elles étaient de nationalité espagnole, qu’elles avaient été signées par la division allemande d’une maison de disques américaine et qu’elles représentaient le Luxembourg avec une chanson en français. Elles terminèrent cependant septièmes. 
La chanson israélienne s’inspirait d’un langage imaginaire, appelé Code B, et qui avait été inventé par des enfants israéliens pour communiquer entre eux, sans être compris de leurs parents. Son principe fondamental consiste à ajouter systématiquement un « B » après chaque syllabe, en répétant la voyelle de la syllabe. La responsable de la délégation israélienne Rivka Michaeli arriva sans grand espoir à Paris. Elle avait jugé la finale nationale israélienne désastreuse et les chansons qui avaient été présentées, mauvaises, A-Ba-Ni-Bi étant pour elle la moins mauvaise. La victoire de son pays lui causa donc une grande surprise. Izhar Cohen, de son côté, demeura certain de sa victoire du début à la fin.
Le représentant suédois, Björn Skifs, était mécontent du changement du règlement opéré en 1977 et de l’obligation désormais faite de chanter dans sa langue nationale. Il décida de passer outre et d’interpréter sa chanson en anglais. Il changea cependant d’avis au dernier moment et de ce fait, oublia les paroles des premières strophes. Il marmonna un instant, avant de se reprendre. Il termina malgré tout quatorzième. 

## Chefs d'orchestre
| Noel Kelehan   | Carsten Klouman | Nicola Samale    | Ossi Runne           | Thilo Krassman   |
| -------------- | --------------- | ---------------- | -------------------- | ---------------- |
| - Irlande      | - Norvège       | - Italie         | - Finlande           | - Portugal       |
| Alain Goraguer | Ramón Arcusa    | Alyn Ainsworth   | Daniel Janin         | Jean Musy        |
| - France       | - Espagne       | - Royaume-Uni    | - Suisse             | - Belgique       |
| Harry van Hoof | Onno Tunç       | Jean Frankfurter | Yvon Rioland         | Charis Andreadis |
| - Pays-Bas     | - Turquie       | - Allemagne      | - Monaco             | - Grèce          |
| Helmer Olesen  | Rolf Soja       | Nurit Hirsh      | Richard Österreicher | Bengt Palmers    |
| - Danemark     | - Luxembourg    | - Israël         | - Autriche           | - Suède          |

## Entracte
Le spectacle d'entracte fut une vidéo, rendant hommage au violoniste Stéphane Grappelli à l’occasion de ses soixante-dix ans. Dans la première partie, Grappelli interpréta au violon, un morceau de jazz instrumental intitulé My Heart Stood Still. Il fut accompagné au piano par Oscar Peterson, à la batterie par Kenny Clarke et à la basse par Niels-Henning Ørsted Pedersen. Dans la seconde partie, il interpréta toujours au violon, un morceau classique intitulé Pick Yourself Up. Il fut accompagné au violon par Yehudi Menuhin.

## Coulisses
Durant le vote, la caméra fit plusieurs plans sur les délégations à l’écoute des résultats. Apparurent notamment les délégations suisse, française, israélienne et belge. 
Pour la toute première fois, fut employée la technique de l’écran éclaté. Furent montrés simultanément à l’écran, le tableau de vote, les présentateurs et les coulisses.

## Vote
Le vote fut décidé entièrement par un panel de jurys nationaux.  Les différents jurys furent contactés par téléphone, selon l'ordre de passage des pays participants. Chaque jury devait attribuer dans l'ordre 1, 2, 3, 4, 5, 6, 7, 8, 10 et 12 points à ses dix chansons préférées. Les résultats furent énoncés oralement, selon l'ordre de passage des pays participants. 
Le superviseur délégué sur place par l'UER fut pour la première fois, Frank Naef. Clifford Brown avait en effet pris sa retraite, après avoir officié durant douze ans. 
Durant la première moitié du vote, la Belgique et Israël se disputèrent la première place. Le tournant du vote eut lieu lorsque le jury belge attribua "douze points"  à Israël.

## Résultats
Ce fut la première victoire d’Israël au concours. Elle fut marquée par un record : l’attribution à cinq reprises consécutives de la note maximale. Ce record fut égalé deux fois par la suite, en 1997 et en 2012.
Izhar Cohen et les Alphabeta reçurent la médaille du grand prix des mains de Marie Myriam, gagnante de l’année précédente, de Jean-Louis Guillaud, président-directeur général de TF1, et de Régis de Kalbermatten, secrétaire général de l’UER. 
À son retour, à Tel-Aviv, Izhar Cohen reçut un accueil triomphal. Ses admirateurs allèrent jusqu'à le porter sur leurs épaules, à travers tout l'aéroport.
Pour la troisième année consécutive, la France reçut des points de la part de tous les autres pays participants, un record toujours inégalé.
Enfin, pour la première fois depuis 1970 et pour la toute première fois sous le nouveau système de vote, un pays termina dernier avec "nul point". Il s’agit de la Norvège, qui à l’occasion termina dernière pour la cinquième fois, un autre record à l'époque.
| Ordre | Pays        | Artiste(s)                  | Chanson                             | Langue             | Place | Points |
| ----- | ----------- | --------------------------- | ----------------------------------- | ------------------ | ----- | ------ |
| 01    | Irlande     | Colm C.T. Wilkinson         | Born to Sing                        | Anglais            | 5     | 86     |
| 02    | Norvège     | Jahn Teigen                 | Mil etter mil                       | Norvégien          | 20    | 0      |
| 03    | Italie      | Ricchi e Poveri             | Questo amore                        | Italien            | 12    | 53     |
| 04    | Finlande    | Seija Simola                | Anna rakkaudelle tilaisuus          | Finnois            | 18    | 2      |
| 05    | Portugal    | Gemini                      | Dai li dou                          | Portugais          | 17    | 5      |
| 06    | France H T  | Joël Prévost                | Il y aura toujours des violons      | Français           | 3     | 119    |
| 07    | Espagne     | José Vélez                  | Bailemos un vals                    | Espagnol, Français | 9     | 65     |
| 08    | Royaume-Uni | Co-Co                       | The Bad Old Days                    | Anglais            | 11    | 61     |
| 09    | Suisse      | Carole Vinci                | Vivre                               | Français           | 9     | 65     |
| 10    | Belgique    | Jean Vallée                 | L'amour ça fait chanter la vie      | Français           | 2     | 125    |
| 11    | Pays-Bas    | Harmony                     | 't Is OK                            | Néerlandais        | 13    | 37     |
| 12    | Turquie     | Nazar                       | Sevince                             | Turc               | 18    | 2      |
| 13    | Allemagne   | Ireen Sheer                 | Feuer                               | Allemand           | 6     | 84     |
| 14    | Monaco      | Caline & Olivier Toussaint  | Les Jardins de Monaco               | Français           | 4     | 107    |
| 15    | Grèce       | Tania Tsanaklidou           | Charlie Chaplin (Τσάρλυ Tσάπλιν)    | Grec               | 8     | 66     |
| 16    | Danemark    | Mabel                       | Boom-Boom                           | Danois             | 16    | 13     |
| 17    | Luxembourg  | Baccara                     | Parlez-vous français ?              | Français           | 7     | 73     |
| 18    | Israël      | Izhar Cohen & The Alphabeta | A-Ba-Ni-Bi (א-בא-ני-בי)             | Hébreu             | 1     | 157    |
| 19    | Autriche    | Springtime                  | Mrs. Caroline Robinson              | Allemand           | 15    | 14     |
| 20    | Suède       | Björn Skifs                 | Det blir alltid värre framåt natten | Suédois            | 14    | 26     |

## Incident
Cette année-là, le déroulement et le résultat du concours posèrent problème à de nombreux télédiffuseurs d’Afrique du Nord et du Proche-Orient. Tous passèrent des spots publicitaires durant la prestation d’Israël. Puis, lorsque la victoire israélienne devint évidente, tous mirent fin prématurément à la retransmission. La Jordanie se fit particulièrement remarquer. La télévision jordanienne interrompit le déroulement du vote, pour faire un gros plan sur un bouquet de jonquilles. Le lendemain, les journaux jordaniens proclamèrent la victoire de la Belgique, qui avait en réalité terminé deuxième.

## Anciens participants
| Artiste                                    | Pays      | Année(s) précédente(s)            |
| ------------------------------------------ | --------- | --------------------------------- |
| Ireen Sheer                                | Allemagne | 1974 (pour le Luxembourg)         |
| Norbert Niedermayer (membre de Springtime) | Autriche  | 1972 (comme membre de Milestones) |
| Jean Vallée                                | Belgique  | 1970                              |

## Tableau des votes
| Drapeau de l'Irlande | Drapeau de la Norvège                             | Drapeau de l'Italie | Drapeau de la Finlande | Drapeau du Portugal | Drapeau de la France | Drapeau de l'Espagne | Drapeau du Royaume-Uni | Drapeau de la Suisse | Drapeau de la Belgique | Drapeau des Pays-Bas | Drapeau de la Turquie | Drapeau de l'Allemagne | Drapeau de Monaco | Drapeau de la Grèce | Drapeau du Danemark | Drapeau du Luxembourg | Drapeau d’Israël | Drapeau de l'Autriche | Drapeau de la Suède | Total |    |     |
| Pays                 | Irlande                                           |                     | 12                     | –                   | 3                    | –                    | 5                      | –                    | –                      | 7                    | 10                    | –                      | 10                | 5                   | –                   | 10                    | –                | 10                    | –                   | 6     | 8  | 86  |
| Pays                 | Norvège                                           | –                   |                        | –                   | –                    | –                    | –                      | –                    | –                      | –                    | –                     | –                      | –                 | –                   | –                   | –                     | –                | –                     | –                   | –     | –  | 0   |
| Pays                 | Italie                                            | 10                  | 6                      |                     | –                    | 1                    | 4                      | 8                    | 6                      | 1                    | 1                     | –                      | 1                 | 2                   | 8                   | 2                     | –                | 3                     | –                   | –     | –  | 53  |
| Pays                 | Finlande                                          | –                   | 2                      | –                   |                      | –                    | –                      | –                    | –                      | –                    | –                     | –                      | –                 | –                   | –                   | –                     | –                | –                     | –                   | –     | –  | 2   |
| Pays                 | Portugal                                          | –                   | –                      | 4                   | –                    |                      | –                      | 1                    | –                      | –                    | –                     | –                      | –                 | –                   | –                   | –                     | –                | –                     | –                   | –     | –  | 5   |
| Pays                 | France                                            | 6                   | 3                      | 10                  | 2                    | 2                    |                        | 5                    | 8                      | 6                    | 8                     | 6                      | 4                 | 10                  | 5                   | 8                     | 8                | 1                     | 5                   | 12    | 10 | 119 |
| Pays                 | Espagne                                           | –                   | –                      | –                   | 7                    | –                    | –                      |                      | –                      | 8                    | 2                     | 4                      | 7                 | –                   | 4                   | 6                     | 12               | 2                     | 6                   | 7     | –  | 65  |
| Pays                 | Royaume-Uni                                       | 3                   | –                      | –                   | –                    | 6                    | 2                      | 3                    |                        | 2                    | 4                     | 2                      | 6                 | 8                   | 7                   | 3                     | –                | 5                     | 2                   | 5     | 3  | 61  |
| Pays                 | Suisse                                            | –                   | 5                      | 1                   | 1                    | –                    | 7                      | 4                    | 2                      |                      | 7                     | 8                      | –                 | 6                   | 2                   | –                     | 3                | 8                     | 1                   | 10    | –  | 65  |
| Pays                 | Belgique                                          | 12                  | 7                      | 6                   | 6                    | 4                    | 12                     | 2                    | 12                     | 10                   |                       | 5                      | –                 | 3                   | 12                  | 12                    | –                | 7                     | 7                   | 4     | 4  | 125 |
| Pays                 | Pays-Bas                                          | –                   | –                      | 5                   | –                    | –                    | –                      | –                    | 3                      | –                    | –                     |                        | –                 | 4                   | 1                   | –                     | 5                | 6                     | 12                  | –     | 1  | 37  |
| Pays                 | Turquie                                           | –                   | 1                      | –                   | –                    | –                    | –                      | –                    | 1                      | –                    | –                     | –                      |                   | –                   | –                   | –                     | –                | –                     | –                   | –     | –  | 2   |
| Pays                 | Allemagne                                         | 1                   | –                      | 3                   | 12                   | 7                    | –                      | 10                   | –                      | 3                    | 5                     | 7                      | 8                 |                     | 10                  | 7                     | 1                | –                     | 3                   | –     | 7  | 84  |
| Pays                 | Monaco                                            | 4                   | 4                      | 7                   | 8                    | 5                    | 1                      | –                    | 10                     | 5                    | 6                     | 10                     | 5                 | 7                   |                     | 4                     | 10               | –                     | 8                   | 1     | 12 | 107 |
| Pays                 | Grèce                                             | 7                   | –                      | 2                   | 5                    | 8                    | 10                     | 7                    | –                      | 4                    | –                     | –                      | –                 | –                   | –                   |                       | 4                | 4                     | 10                  | 3     | 2  | 66  |
| Pays                 | Danemark                                          | –                   | –                      | –                   | –                    | –                    | 6                      | –                    | –                      | –                    | –                     | 1                      | –                 | –                   | –                   | –                     |                  | –                     | 4                   | 2     | –  | 13  |
| Pays                 | Luxembourg                                        | 2                   | –                      | 12                  | –                    | 12                   | –                      | 12                   | 7                      | –                    | 3                     | 3                      | 2                 | –                   | 6                   | 1                     | 7                |                       | –                   | –     | 6  | 73  |
| Pays                 | Israël                                            | 8                   | 8                      | 8                   | 10                   | 10                   | 8                      | 6                    | 5                      | 12                   | 12                    | 12                     | 12                | 12                  | 3                   | 5                     | 6                | 12                    |                     | 8     | –  | 157 |
| Pays                 | Autriche                                          | –                   | –                      | –                   | –                    | 3                    | –                      | –                    | –                      | –                    | –                     | –                      | 3                 | 1                   | –                   | –                     | 2                | –                     | –                   |       | 5  | 14  |
| Pays                 | Suède                                             | 5                   | 10                     | –                   | 4                    | –                    | 3                      | –                    | 4                      | –                    | –                     | –                      | –                 | –                   | –                   | –                     | –                | –                     | –                   | –     |    | 26  |
| Pays                 | Le tableau suit l'ordre de passage des candidats. |                     |                        |                     |                      |                      |                        |                      |                        |                      |                       |                        |                   |                     |                     |                       |                  |                       |                     |       |    |     |

## Télédiffuseurs
| Pays        | Télédiffuseur(s)        | Commentateur(s)             | Porte-parole      |
| ----------- | ----------------------- | --------------------------- | ----------------- |
| Allemagne   | ARD Deutsches Fernsehen | Werner Veigel               | Ute Verhoolen     |
| Allemagne   | Deutschlandfunk         | Wolf Mittler                | Ute Verhoolen     |
| Autriche    | FS2                     | Ernst Grissemann            | Jenny Pippal      |
| Autriche    | Hitradio Ö3             | Walter Richard Langer       | Jenny Pippal      |
| Belgique    | RTBF1                   | Claude Delacroix            | Jacques Olivier   |
| Belgique    | RTBF La Première        | Jacques Bauduin             | Jacques Olivier   |
| Belgique    | BRT TV1                 | Luc Appermont               | Jacques Olivier   |
| Belgique    | BRT Radio 1             | Nand Baert & Herwig Haes    | Jacques Olivier   |
| Danemark    | DR TV                   | Jørgen de Mylius            | Bent Henius       |
| Danemark    | DR P3                   | Kjeld Koplev                | Bent Henius       |
| Espagne     | TVE1                    | Miguel de los Santos        | Matías Prats      |
| Finlande    | YLE TV1                 | Erkki Toivanen              | Kaarina Pönniö    |
| France      | TF1                     | Denise Fabre & Léon Zitrone | ?                 |
| France      | France Inter            | René Boyer & Michel Polac   | ?                 |
| Grèce       | ERT                     | Mako Georgiadou             | ?                 |
| Grèce       | Proto Programma         | Dimitris Konstantaras       | ?                 |
| Irlande     | RTÉ Television          | Larry Gogan                 | John Skehan       |
| Irlande     | RTÉ Radio 1             | Mike Murphy                 | John Skehan       |
| Israël      | Télévision Israélienne  | pas de commentateur         | Yitzhak Shim'oni  |
| Italie      | Rete 2                  | Rosanna Vaudetti            | Mariolina Cannuli |
| Luxembourg  | RTL Télé-Luxembourg     | Jacques Navadic             | Jacques Harvey    |
| Luxembourg  | RTL Radio               | André Torrent               | Jacques Harvey    |
| Monaco      | Télé Monte Carlo        | Denise Fabre & Léon Zitrone | Carole Chabrier   |
| Norvège     | NRK                     | Bjørn Scheele               | Egil Teige        |
| Norvège     | NRK P1                  | Erik Heyerdahl              | Egil Teige        |
| Pays-Bas    | Nederland 2             | Willem Duys                 | Dick van Bommel   |
| Pays-Bas    | Hilversum 3             | Jan van Veen                | Dick van Bommel   |
| Portugal    | RTP1                    | Eládio Clímaco              | Ana Zanatti       |
| Portugal    | RDP Antena 1            | Amadeu Meireles             | Ana Zanatti       |
| Royaume-Uni | BBC1                    | Terry Wogan                 | Colin Berry       |
| Royaume-Uni | BBC Radio 2             | Ray Moore                   | Colin Berry       |
| Suède       | SR TV1                  | Ulf Elfving                 | Sven Lindahl      |
| Suède       | SR P3                   | Kent Finell                 | Sven Lindahl      |
| Suisse      | TSR                     | Georges Hardy               | Michel Stocker    |
| Suisse      | TV DSR                  | Theodor Haller              | Michel Stocker    |
| Suisse      | TSI                     | Giovanni Bertini            | Michel Stocker    |
| Turquie     | TRT                     | Bülend Özveren              | Meral Savcı       |
| Turquie     | TRT Radyo 3             | Şebnem Savaşçı              | Meral Savcı       |

Pour la toute première fois, le concours fut retransmis par satellite à Dubaï.